# Vegard Samdahl
Vegard Samdahl (* 21. März 1978) ist ein norwegischer Handballspieler.
Der 1,88 Meter große und 91 Kilogramm schwere Rückraumspieler steht seit 2011 beim Verein Viking Stavanger unter Vertrag. Zuvor spielte er bei Wisła Płock (2009 bis 2011), Aarhus GF (2007 bis 2009), IFK Skövde HK (2000 bis 2006), Viking Stavanger (bis 2000), Rapp, Sjetne IL und Heimdal Håndballklubb.
Mit Skövde spielte er im Europapokal der Pokalsieger (2000/2001) und dem Challenge Cup (2002, 2003, 2004), mit Skövde, Aarhus und Płock jeweils im EHF-Pokal. Mit Płock gewann er 2011 die polnische Meisterschaft.
Vegard Samdahl steht im Aufgebot der norwegischen Nationalmannschaft.